# Тушкована квашена капуста

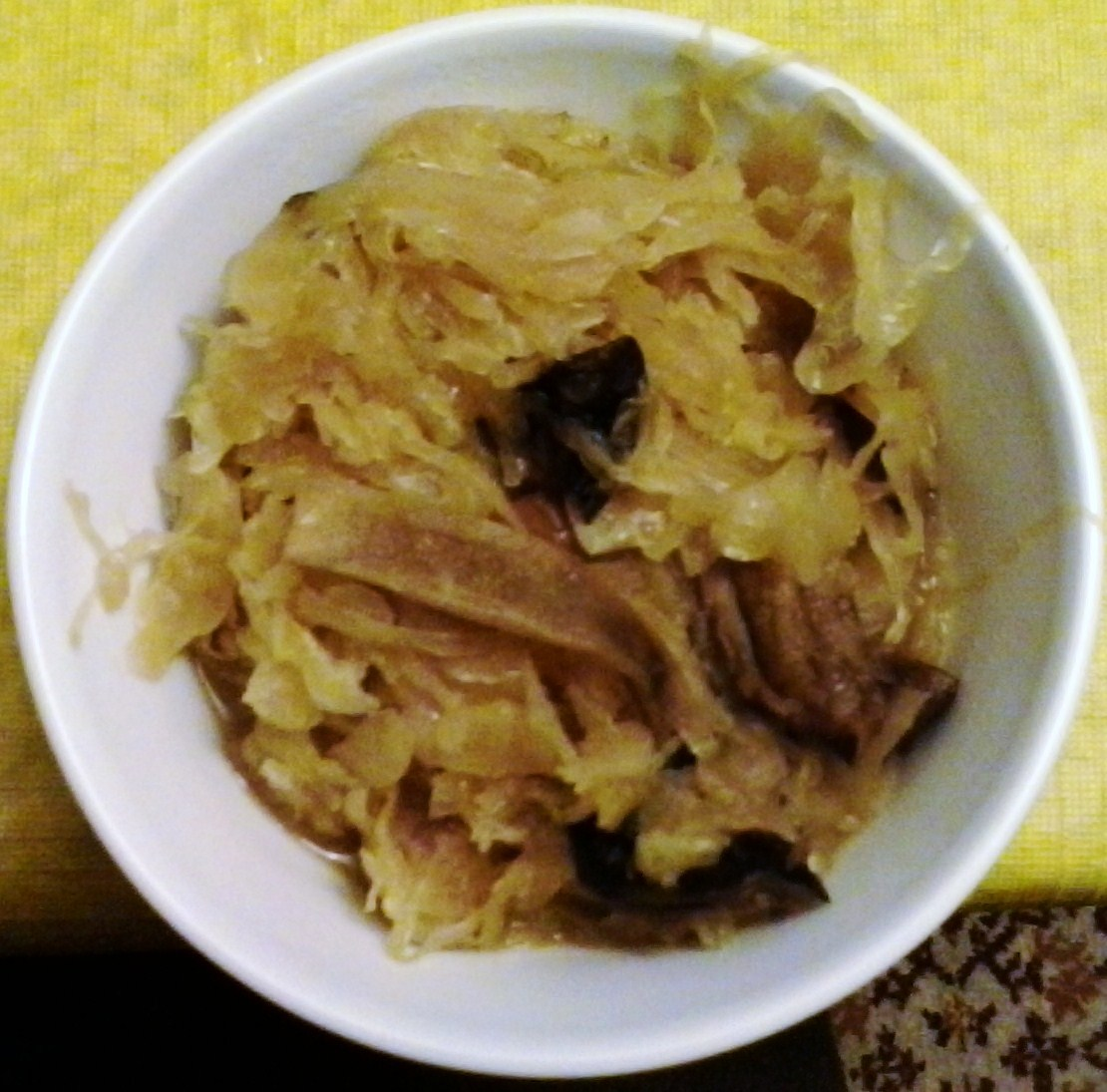
Капуста з грибами

Тушкована квашена капуста (пол. Zasmażana kapusta) — польська страва з квашеної капусти, також включає бекон, гриби та цибулю або часник. 

## Особливості
Страву приправляють сіллю, перцем і іноді лавровим листом, кмином, цукром, паприкою і яблуками. Традиційно страву подають разом із вареною картоплею як гарнір до свинячих відбивних, свинячих котлет, інших страв зі свинини, телятини або м'яса дичини. У деяких рецептах капусту подають з рідиною, майже як суп. В інших інгредієнти згущують борошном або тушкують, поки страва не стане майже такою ж густою, як картопляне пюре. Її описують як менш кислу на смак порівняно з німецькою квашеною капустою.
Квашену капусту доповнюють сумішшю грибів і цибулі та м’яса — жирної свинини — реберця, бекону або іноді копченої кілбаси. Практично завжди страва містить різновид ру.

## У масовій культурі
У розділі роману Герти Мюллер «Голодний ангел» (Atemschaukel) розповідається про стосунки головного героя з капустою, яка представляє як його життя в'язня, так і його надії на свободу.

## Дивіться також
- Тушкована капуста
- Бігос
- Список страв з капусти[en]
- Список ферментованих продуктів[en]